# Карджинское сельское поселение
Карджинское се́льское поселе́ние — муниципальное образование в Кировском районе Северной Осетии Российской Федерации.
Административный центр — село Карджин.

## История
Статус и границы сельского поселения установлены Законом Республики Северная Осетия-Алания от 5 марта 2005 года № 15-рз «Об установлении границ муниципального образования Кировский район, наделении его статусом муниципального района, образовании в его составе муниципальных образований - сельских поселений и установлении их границ»

## Население
| 2002  | 2010  | 2011  | 2012  | 2013  | 2014  | 2015  |
| ----- | ----- | ----- | ----- | ----- | ----- | ----- |
| 3099  | ↘3067 | ↗3069 | ↘3050 | ↘3018 | ↘3013 | ↘2992 |
| 2016  | 2017  | 2018  | 2019  | 2020  | 2021  | 2023  |
| ↘2987 | ↘2986 | ↘2970 | ↘2931 | ↘2918 | ↗2998 | ↘2958 |
| 2024  | 2025  |       |       |       |       |       |
| ↘2957 | ↘2952 |       |       |       |       |       |

## Состав сельского поселения
| № | Населённый пункт | Тип населённого пункта       | Население |
| - | ---------------- | ---------------------------- | --------- |
| 1 | Карджин          | село, административный центр | ↘2952     |